# 薬種商販売業
薬種商販売業（やくしゅしょうはんばいぎょう）とは、旧薬事法（1960年8月10日、法律第百四十五号）で定められた一般用医薬品の販売業の1つである。改正薬事法による「登録販売者」資格の新設に伴い廃止された。1997年時点で17,600余名が、医薬品の供給を通じて地域の軽医療に従事した。

## 概要
薬種商販売業の許可を受けるためには、申請者（申請者が法人であるときは、その業務を行う役員および薬事法施行政令第5条に規定するこれに準ずるものを含む）が指定医薬品以外のすべての医薬品を取り扱うにつき必要な知識経験を有する者として政令で定める基準に該当する場合、すなわち、大学・旧制大学または旧制専門学校で薬学に関する専門の課程を修了しているか、あるいはその者が薬種商販売業務を行うにつき必要な知識経験を有するか否かについて、都道府県知事のおこなう試験に合格した者または8年以上薬種商販売業の業務を行っていたものであって都道府県知事が適当と認めたものであることが必要であった。大学・旧制大学または旧制専門学校で薬学に関する専門の課程を修了した者は、受験免除され、試験を受けることなく自動的に薬種商になる事が可能であった（薬種商は薬学部卒業と同時に
店舗に与えられる）。ただし、大学の薬学部卒なら国家試験に受かれば薬剤師になれるので、自動的に付与される薬種商を使う必要性はあまりない。つまり、薬種商は営業許可制度であって、資格ではない。
薬種商販売業者または自ら管理している薬局開設者が死亡した場合は、承継者が受験して販売業許可を受けるまで当該店舗は医薬品販売が不能となるため、あらかじめ承継者として配偶者または直系卑属のうち一人に限り試験を受けることができた。
薬種商販売業の許可は、店舗ごとに店舗所在地の都道府県知事から与えられた。「薬店」は、指定医薬品以外の医薬品の販売が可能だった。薬種商販売業者資格者は、従事する職場が所在する都道府県に登録を申請して登録販売者となる。
薬種商販売業は単に「薬種商」とも称されたが、江戸時代等に「薬」を扱う商店であった「薬種問屋」などとは異なる。

## 管理
薬種商販売業は法律上管理者の制度がなく、店舗の構造設備、医薬品その他の物品はすべて薬種商自身が行うため、薬種商は2以上の店舗で業務を営むことは認められなかった。

## 営業許可基準
店舗の設備基準（物的要件）と欠格事由（人的要件）の2つが定められていた。薬種商販売業者として店舗ごとの許可が必要であることから、「承継者」として受験する場合を除いて勤務予定店舗などの記載が必要である。

## 受験資格
薬種商販売業として必要な知識経験の認定手段で、資格試験ではない。受験資格は、高校卒業後3年以上または義務教育終了後5年以上、それぞれの薬局・薬種商販売業などで実務経験が必要であった。

## 試験内容
試験内容は、学説試験と実地試験に分けられ、解答方法は主に記述式と選択式で、学説試験は薬事法規、医薬品の性状、貯蔵方法および取扱上の注意事項について、実地試験は医薬品の実物鑑定および取り扱い方法について行われ、試験の施行時期はその都道府県の状況に応じて適当な時期に一括して行われ、多くは年1回程度であった。
薬種商販売業有資格者は平成9年（1997年）時点で17,600余名であった。新制度の登録販売者試験合格者「平成20年（2008年）8月第1回〜」のうち、登録販売者数は平成23年（2011年）3月31日時点で95,695名ある。
学説試験
1.薬種商としての常識、販売上の注意に関する問題
各分野にまたがる記述式の用語解説に関する問題や、また常識問題として薬事衛生に関する時事的な問題が逐次出題されていた。たとえば、近年の医薬品生産額などである。また薬という特殊な製品を販売するため、ただ売るのではなく、必要な情報を的確にアドバイスできる能力も問われ、使用上の注意や専門用語、そして客からの薬に対する質問に答えられる能力も要求されていた。
2.薬事法規に関する問題
目的、定義、薬事審議会に関する問題
製造承認、再審査、再評価に関する問題
医薬品販売業に関する問題
日本薬局方、基準および検定等に関する問題
毒薬劇薬および要指示医薬品の取り扱いに関する問題
医薬品等の表示および封に関する問題
販売、授与等の禁止に関する問題
広告に関する問題
薬事法規総合問題
3.医薬品の分類「指定医薬品・毒劇薬・麻薬等の分類（除外規定を含む）」
医薬品の法律的分類で、医薬品が法律上、毒薬、指定医薬品、麻薬等に該当するか否かを問う。法律の規定に基づき指定されている医薬品の実体を知らなければ解答できず、各都道府県で高頻度で出題された。分類は(1)麻薬、向精神薬、覚せい剤、覚せい剤原料 (2)毒薬 (3)劇薬 (4)指定医薬品 (5)要指示医薬品 (6)習慣性医薬品 (7)広告制限医薬品、であるが毒薬、劇薬、指定医薬品について1日量などで指定除外される除外規定も出題された。毒薬、劇薬、要指示医薬品等の指定は改正頻度が高く注意を要した。
4.基礎科学に関する問題
化学用語・記号・化学反応に関する問題は、計量単位、化学用語、化学式が出題され、元素記号と簡単な化合物の化学式などの知識を要した。
計算問題は、化学の計算問題で化学反応と濃度に関するものが多かった。
5.日本薬局方通則、製剤総則、一般試験法に関する問題（生薬除く）
きわめて重要な日本薬局方通則や製剤総則、近年増えた一般試験法の問題である。
6.日本薬局方各条に関する問題（生薬除く）
生薬以外の日本薬局方に収載の医薬品についての名称（別称）、組成、化学式、性状、貯法、確認試験等について知識を求める問題である。
医薬品の例示を求める問題は、医薬品の性状、貯法等を示して該当する医薬品の名称を例示させる。医薬品の知識を求める問題だが「アセトアミノフェンの性状は?」ではなく「この性状の医薬品を例示せよ」と問われる。
総合問題は、収載品目全般の知識を問うものである。
7.生薬に関する問題
日本薬局方の生薬総則と各条に関する問題が主で、生薬総則、薬用部位、薬効、主成分、基原植物等の問題。漢方処方や確認試験等の問題である。
8.医薬品の薬理作用、適応、副作用に関する問題
医薬品とその薬理作用、適応、副作用を選択あるいは記入する形式の問題で、使用頻度が高い薬理学用語も問われ、新規品目の増加にともない近年増加した。
9.公衆衛生、基礎医学に関する問題
用語の問題、食物・薬物中毒、伝染病、微生物、消毒・滅菌、消毒剤、消毒薬、水、空気、環境汚染などの公衆衛生の問題、また基礎医学では、人体の神経系、血液、消化酵素、生体内物質などの問題である。
実地試験
実地試験は、かつて実物鑑定に中心がおかれて実物に接する学習が重要であった。近年は紙上で実施されて用途、貯法、主成分、薬用部位などが問われ、医薬品の性状、確認方法、類似医薬品の区別などを知る必要があった。

## 受験
日本薬局方、各種書籍や問題集などで独学、勤務店舗で実務、各都道府県主催の受験準備講習会、薬業専門学校、実物鑑定付き通信教育などで対策し、受験準備講習会は都道府県により平均的に30 - 40万円前後を要した。通信教育はビデオ鑑賞・テキスト・実物鑑定材料等も含め20 - 30万円前後が多かった。

## 試験合格後
試験の合格者は、当該試験の合格後3年以内に許可基準である当初申請の計画に従った薬種商販売業の許可が受けられない場合は、正当な理由がない限り合格の効力を失う。

## 改正薬事法の関係部分（2009年施行）
- 一般用医薬品の販売業者である旧来の「薬種商販売業」と「一般販売業」は「店舗販売業」に統合され、薬種商の語句が消滅した 。
- 「店舗販売業」で一般用医薬品の販売は、薬剤師および登録販売者が行う。
- 登録販売者が販売できる一般用医薬品は第二類医薬品および第三類医薬品に限られ、第一類医薬品は販売できない。
- 登録販売者および一般従事者の販売方法は、「第一類医薬品は、薬剤師に自らまたはその管理および指導の下で登録販売者もしくは一般従事者をして、当該薬局において、対面で販売させ、または授与させなければならないこととしたこと」、「第2類医薬品または第3類医薬品については、薬剤師または登録販売者に、自らまたはその管理および指導の下で一般従事者をして、当該薬局において、対面で販売させ、または授与させなければならないこととしたこと」とされた。（薬事法159条の14）、「薬事法の一部を改正する法律等の施行等について」（平成21年5月8日薬食発第0508003号医薬食品局通知〈平成23年5月13日最終改正〉）[3]
- 情報提供は、医薬品を購入しまたは譲り受ける者から説明を要しない旨の意思の表明があつた場合は適用しない。第一類医薬品は積極的に必要、第二類・指定二類は努力義務、第三類は不要、相談があった場合は全ての医薬品について義務、とされた。（薬事法第36条6項4号[4]）、（一般用医薬品の情報提供の方法等、新施行規則第159条の18で準用する新施行規則第159条15から第159条17）